# Los Montesinos
Los Montesinos (katalanisch: Els Montesins) ist eine spanische Gemeinde (municipio) in der Provinz Alicante mit einer Bevölkerung von 5.682 Einwohnern (Stand: 2024). 
Bis 1990 gehörte Los Montesinos zur Nachbarstadt Almoradí.

## Lage
Los Montesinos liegt etwa 45 Kilometer südsüdwestlich von Alicante und etwa 38 Kilometer östlich von Murcia. das Mittelmeer liegt in etwa sieben Kilometern östlicher Richtung. Im Südosten befindet sich der große Salzsee von Torrevieja (Laguna de Torrevieja). Verkehrlich ist Los Montesinos durch die Autopista AP-7 angebunden. 

## Geschichte

### Bevölkerungsentwicklung
| Jahr      | 1991 | 2001 | 2011 | 2021 |
| Einwohner | 2267 | 2674 | 5199 | 5123 |

## Sehenswürdigkeiten
- Reste der Via Augusta
- Marienkirche (Iglesia de Nuestra Señora del Pilar), 1886 erbaut
- Kapelle Marien Rosenkranz (Ermita de la Virgen del Rosario)
- historische Windmühle
- Rathaus